# Selongey
Selongey és un municipi francès, situat al departament de la Costa d'Or i a la regió de Borgonya - Franc Comtat. L'any 2007 tenia 2.272 habitants.

## Demografia

### Població
El 2007 la població de fet de Selongey era de 2.272 persones. Hi havia 884 famílies, de les quals 224 eren unipersonals (92 homes vivint sols i 132 dones vivint soles), 308 parelles sense fills, 324 parelles amb fills i 28 famílies monoparentals amb fills.
La població ha evolucionat segons el següent gràfic:
Habitants censats

### Habitatges
El 2007 hi havia 1.044 habitatges, 891 eren l'habitatge principal de la família, 46 eren segones residències i 107 estaven desocupats. 860 eren cases i 182 eren apartaments. Dels 891 habitatges principals, 648 estaven ocupats pels seus propietaris, 218 estaven llogats i ocupats pels llogaters i 25 estaven cedits a títol gratuït; 8 tenien una cambra, 55 en tenien dues, 93 en tenien tres, 225 en tenien quatre i 510 en tenien cinc o més. 609 habitatges disposaven pel capbaix d'una plaça de pàrquing. A 374 habitatges hi havia un automòbil i a 399 n'hi havia dos o més.

### Piràmide de població
La piràmide de població per edats i sexe el 2009 era:
| Homes | Edats   | Dones |
| ----- | ------- | ----- |
| 0     | 95 o +  | 8     |
| 4     | 90 a 94 | 16    |
| 4     | 85 a 89 | 20    |
| 20    | 80 a 84 | 28    |
| 64    | 75 a 79 | 48    |
| 44    | 70 a 74 | 48    |
| 56    | 65 a 69 | 64    |
| 32    | 60 a 64 | 52    |
| 68    | 55 a 59 | 60    |
| 116   | 50 a 54 | 80    |
| 52    | 45 a 49 | 96    |
| 92    | 40 a 44 | 68    |
| 92    | 35 a 39 | 80    |
| 84    | 30 a 34 | 96    |
| 48    | 25 a 29 | 56    |
| 72    | 20 a 24 | 48    |
| 49    | 15 a 19 | 36    |
| 84    | 10 a 14 | 108   |
| 80    | 5 a 9   | 56    |
| 56    | 0 a 4   | 52    |

## Economia
El 2007 la població en edat de treballar era de 1.403 persones, 1.044 eren actives i 359 eren inactives. De les 1.044 persones actives 955 estaven ocupades (504 homes i 451 dones) i 89 estaven aturades (30 homes i 59 dones). De les 359 persones inactives 143 estaven jubilades, 102 estaven estudiant i 114 estaven classificades com a «altres inactius».

### Ingressos
El 2009 a Selongey hi havia 930 unitats fiscals que integraven 2.325 persones, la mediana anual d'ingressos fiscals per persona era de 18.100 €.

### Activitats econòmiques
Dels 102 establiments que hi havia el 2007, 2 eren d'empreses extractives, 2 d'empreses alimentàries, 8 d'empreses de fabricació d'altres productes industrials, 23 d'empreses de construcció, 17 d'empreses de comerç i reparació d'automòbils, 8 d'empreses de transport, 3 d'empreses d'hostatgeria i restauració, 2 d'empreses d'informació i comunicació, 4 d'empreses financeres, 4 d'empreses immobiliàries, 16 d'empreses de serveis, 6 d'entitats de l'administració pública i 7 d'empreses classificades com a «altres activitats de serveis».
Dels 35 establiments de servei als particulars que hi havia el 2009, 1 era una oficina d'administració d'Hisenda pública, 1 gendarmeria, 1 oficina de correu, 4 oficines bancàries, 2 tallers de reparació d'automòbils i de material agrícola, 1 establiment de lloguer de cotxes, 4 paletes, 4 fusteries, 5 lampisteries, 3 electricistes, 4 perruqueries, 2 restaurants, 2 agències immobiliàries i 1 saló de bellesa.
Dels 5 establiments comercials que hi havia el 2009, 1 era un hipermercat, 1 un supermercat, 2 fleques i 1 una joieria.
L'any 2000 a Selongey hi havia 11 explotacions agrícoles que ocupaven un total de 642 hectàrees.

## Equipaments sanitaris i escolars
El 2009 hi havia 1 centre de salut i 1 farmàcia.
El 2009 hi havia 1 escola maternal i 1 escola elemental. Selongey disposava d'un col·legi d'educació secundària amb 199 alumnes.

## Poblacions més properes
El següent diagrama mostra les poblacions més properes.